# Lago Kraaker Kies
El lago Kraaker Kies (en alemán: Kraaker Kiessee) es un lago situado en el distrito de Ludwigslust-Parchim, en el estado de Mecklemburgo-Pomerania Occidental (Alemania), a una altitud de 32.4 metros; tiene un área de 6.8 hectáreas.